# Egzon Shala
Egzon Shala (ur. 23 listopada 1990 w Suvej Rece) – albański, a od 2019 roku kosowski zapaśnik walczący w stylu wolnym. Olimpijczyk z Tokio 2020, gdzie zajął siódme miejsce w kategorii 125 kg. Zajął szóste miejsce na mistrzostwach świata w 2014; siódme w 2019. Piąty na mistrzostwach Europy w 2013. Brązowy medalista na igrzyskach śródziemnomorskich w 2013 i ósmy w 2022. Siedemnasty na igrzyskach europejskich w 2015. Triumfator mistrzostw śródziemnomorskich w 2014 roku.